# Glucuronolactona
La  Glucuronolactona  es un carbohidrato derivado de la glucosa mediante su metabolismo en el hígado el cual se presenta naturalmente y es un importante componente estructural de casi todos los tejidos conectivos. La glucuronolactona también se encuentra en la savia de muchas plantas. 

## Propiedades físicas y químicas

Glucuronolactona en forma de Lactol.

La glucuronolactona es un compuesto blanco sólido inodoro, soluble en agua caliente o fría. Su punto de fusión está en el rango de 176-178 °C. El compuesto puede existir en forma de Aldehído o en forma de hemiacetal bicíclico (lactol).

## Historia
La glucuronolactona saltó a la fama debido a la leyenda urbana de que durante la Guerra de Vietnam fue utilizada como droga por el Gobierno Federal de los Estados Unidos. El rumor sigue diciendo que se prohibió debido a varias muertes relacionadas con tumor cerebral. En el sitio web de la Administración de Alimentos y Medicamentos no se hace ninguna mención a esta sustancia en torno al riesgo potencial para tumores cerebrales u otras afecciones.

## Usos
Esta sustancia en el organismo participa en los procesos de desintoxicación, ayudando al cuerpo a eliminar sus propias sustancias tóxicas. La glucuronolactona también está presente en diversos alimentos como los granos o el vino tinto.
En términos químicos, la D-glucurono-γ-lactona es la γ-lactona del D-ácido glucurónico, un producto de la oxidación del grupo -OH de la D-glucosa. Su fórmula molecular es C6H8O6, y son cristales incoloros fácilmente solubles en agua.
La glucuronolactona se absorbe y se metaboliza con rapidez, generando metabolitos no tóxicos como la xilulosa. El organismo humano es capaz de utilizar la glucuronolactona como un precursor en la síntesis del ácido ascórbico.
En el Manual Merck se confirma su uso como desintoxicante.
La glucuronolactona es un ingrediente popular en bebidas energéticas. Aunque los niveles de glucuronolactona en las bebidas energéticas exceden los del resto de la dieta, la Autoridad Europea de Seguridad Alimentaria concluyó que la exposición a glucuronolactona con el consumo regular de bebidas energéticas no es preocupante. El nivel de no observación de efectos adversos de glucuronolactona es de 1000 mg/kg/día.